# Campionato mondiale di hockey su ghiaccio - Terza Divisione 2013
Il Campionato mondiale di hockey su ghiaccio - Terza Divisione 2013 è un torneo di hockey su ghiaccio organizzato dall'International Ice Hockey Federation. Il torneo si è disputato dal 15 al 21 aprile 2013 a Città del Capo, in Sudafrica. Per la seconda volta, dopo l'edizione del 2009, si è svolto un torneo di qualificazione, organizzato dal 14 al 17 ottobre 2012 ad Abu Dhabi, negli Emirati Arabi Uniti. Il Sudafrica ha concluso il torneo in prima posizione, garantendosi la partecipazione al Campionato mondiale di hockey su ghiaccio - Seconda Divisione 2014.

## Qualificazioni alla Terza Divisione

### Partecipanti
| Nazionale           | Qualificazione                          |
| ------------------- | --------------------------------------- |
| Emirati Arabi Uniti | Ospitante, non ha partecipato nel 2012. |
| Georgia             | Non ha partecipato nel 2012.            |
| Grecia              | Quinta nella Terza Divisione 2012.      |
| Mongolia            | Sesta nella Terza Divisione 2012.       |

### Incontri
| Abu Dhabi 14 ottobre 2012, ore 16:00 UTC+4 | Mongolia | 6 – 0 (1-0; 2-0; 3-0) referto | Georgia | Abu Dhabi Arena (70 spett.) |

| Abu Dhabi 14 ottobre 2012, ore 19:30 UTC+4 | Emirati Arabi Uniti | 2 – 0 (1-0; 1-0; 0-0) referto | Grecia | Abu Dhabi Arena (357 spett.) |

| Abu Dhabi 15 ottobre 2012, ore 16:00 UTC+4 | Grecia | 13 – 0 (4-0; 7-0; 2-0) referto | Georgia | Abu Dhabi Arena (67 spett.) |

| Abu Dhabi 15 ottobre 2012, ore 19:30 UTC+4 | Mongolia | 2 – 3 (0-1; 1-2; 1-0) referto | Emirati Arabi Uniti | Abu Dhabi Arena (246 spett.) |

| Abu Dhabi 17 ottobre 2012, ore 16:00 UTC+4 | Grecia | 5 – 2 (1-1; 1-1; 3-0) referto | Mongolia | Abu Dhabi Arena (175 spett.) |

| Abu Dhabi 17 ottobre 2012, ore 19:30 UTC+4 | Georgia | 1 – 9 (1-1; 0-4; 0-4) referto | Emirati Arabi Uniti | Abu Dhabi Arena (247 spett.) |

### Classifica
| Pos. |                     | PG | V | VOT | POT | P | GF | GS | DR  | Pt |
| 1.   | Emirati Arabi Uniti | 3  | 3 | 0   | 0   | 0 | 14 | 3  | +11 | 9  |
| 2.   | Grecia              | 3  | 2 | 0   | 0   | 1 | 18 | 4  | +14 | 6  |
| 3.   | Mongolia            | 3  | 1 | 0   | 0   | 2 | 11 | 8  | +3  | 3  |
| 4.   | Georgia             | 3  | 0 | 0   | 0   | 3 | 1  | 28 | -27 | 0  |

## Terza Divisione

### Partecipanti
| Nazionale           | Qualificazione                                                         |
| ------------------- | ---------------------------------------------------------------------- |
| Sudafrica           | Ospitante, sesta e retrocessa dalla Seconda Divisione - Gruppo B 2012. |
| Corea del Nord      | Seconda nella Terza Divisione 2012.                                    |
| Lussemburgo         | Terzo nella Terza Divisione 2012.                                      |
| Irlanda             | Quarta nella Terza Divisione 2012.                                     |
| Emirati Arabi Uniti | Primi nel torneo di qualificazione.                                    |
| Grecia              | Seconda nel torneo di qualificazione.                                  |

### Incontri
| Città del Capo 15 aprile 2013, ore 13:00 UTC+2 | Corea del Nord | 5 – 3 (3-1; 1-1; 1-1) referto | Emirati Arabi Uniti | Grandwest Ice Arena (120 spett.) |

| Città del Capo 15 aprile 2013, ore 16:15 UTC+2 | Grecia | 3 – 6 (1-1; 1-1; 1-4) referto | Irlanda | Grandwest Ice Arena (150 spett.) |

| Città del Capo 15 aprile 2013, ore 20:00 UTC+2 | Lussemburgo | 2 – 5 (0-0; 2-3; 0-2) referto | Sudafrica | Grandwest Ice Arena (596 spett.) |

| Città del Capo 16 aprile 2013, ore 13:00 UTC+2 | Emirati Arabi Uniti | 3 – 4 (2-1; 0-3; 1-0) referto | Grecia | Grandwest Ice Arena (120 spett.) |

| Città del Capo 16 aprile 2013, ore 16:15 UTC+2 | Corea del Nord | 5 – 2 (2-0; 3-0; 0-2) referto | Lussemburgo | Grandwest Ice Arena (105 spett.) |

| Città del Capo 16 aprile 2013, ore 20:00 UTC+2 | Sudafrica | 7 – 4 (1-0; 3-2; 3-2) referto | Irlanda | Grandwest Ice Arena (749 spett.) |

| Città del Capo 18 aprile 2013, ore 13:00 UTC+2 | Lussemburgo | 5 – 0 (0-0; 2-0; 3-0) referto | Irlanda | Grandwest Ice Arena (109 spett.) |

| Città del Capo 18 aprile 2013, ore 16:15 UTC+2 | Corea del Nord | 7 – 1 (1-1; 1-0; 5-0) referto | Grecia | Grandwest Ice Arena (154 spett.) |

| Città del Capo 18 aprile 2013, ore 20:00 UTC+2 | Sudafrica | 15 – 0 (7-0; 4-0; 4-0) referto | Emirati Arabi Uniti | Grandwest Ice Arena (780 spett.) |

| Città del Capo 19 aprile 2013, ore 13:00 UTC+2 | Irlanda | 1 – 2 (0-0; 0-1; 1-1) referto | Corea del Nord | Grandwest Ice Arena (113 spett.) |

| Città del Capo 19 aprile 2013, ore 16:15 UTC+2 | Emirati Arabi Uniti | 1 – 8 (0-4; 0-3; 1-1) referto | Lussemburgo | Grandwest Ice Arena (159 spett.) |

| Città del Capo 19 aprile 2013, ore 20:00 UTC+2 | Grecia | 1 – 8 (0-2; 0-5; 1-1) referto | Sudafrica | Grandwest Ice Arena (1.017 spett.) |

| Città del Capo 21 aprile 2013, ore 13:00 UTC+2 | Lussemburgo | 3 – 2 (2-0; 0-1; 1-1) referto | Grecia | Grandwest Ice Arena (187 spett.) |

| Città del Capo 21 aprile 2013, ore 16:15 UTC+2 | Irlanda | 7 – 3 (3-1; 2-0; 2-2) referto | Emirati Arabi Uniti | Grandwest Ice Arena (217 spett.) |

| Città del Capo 21 aprile 2013, ore 20:00 UTC+2 | Sudafrica | 4 – 1 (1-0; 1-0; 2-1) referto | Corea del Nord | Grandwest Ice Arena (1.154 spett.) |

### Classifica
| Pos. |                     | PG | V | VOT | POT | P | GF | GS | DR  | Pt |
| 1.   | Sudafrica           | 5  | 5 | 0   | 0   | 0 | 39 | 8  | +31 | 15 |
| 2.   | Corea del Nord      | 5  | 4 | 0   | 0   | 1 | 20 | 11 | +9  | 12 |
| 3.   | Lussemburgo         | 5  | 3 | 0   | 0   | 2 | 20 | 13 | +7  | 9  |
| 4.   | Irlanda             | 5  | 2 | 0   | 0   | 3 | 18 | 20 | -2  | 6  |
| 5.   | Grecia              | 5  | 1 | 0   | 0   | 4 | 11 | 27 | -16 | 3  |
| 6.   | Emirati Arabi Uniti | 5  | 0 | 0   | 0   | 5 | 10 | 39 | -29 | 0  |

### Riconoscimenti individuali
- Miglior portiere: Michel Welter -  Lussemburgo
- Miglior difensore: Joshua Reinecke -  Sudafrica
- Miglior attaccante: Ri Pong-Il -  Corea del Nord

### Classifica marcatori
| Giocatore            | PG | G | A  | Pt | +/- | MP |
| -------------------- | -- | - | -- | -- | --- | -- |
| Macky Reinecke       | 5  | 4 | 14 | 18 | +19 | 12 |
| Joshua Reinecke      | 5  | 9 | 7  | 16 | +20 | 16 |
| Uthman Samaai        | 5  | 5 | 10 | 15 | +17 | 8  |
| Gareth Roberts       | 5  | 8 | 3  | 11 | +4  | 16 |
| Sacha Backes         | 5  | 4 | 4  | 8  | +7  | 0  |
| Ri Chol-Min          | 5  | 5 | 2  | 7  | +6  | 4  |
| Conor Redmond        | 5  | 3 | 4  | 7  | -1  | 0  |
| Robert Beran         | 5  | 1 | 6  | 7  | 0   | 2  |
| Panagiotis Koulouris | 5  | 4 | 2  | 6  | -1  | 14 |
| Thierry Beran        | 5  | 3 | 3  | 6  | +7  | 4  |

Fonte: IIHF.com

### Classifica portieri
| Giocatore       | Min    | TC  | GS | SO | MGS  | Sv%   |
| --------------- | ------ | --- | -- | -- | ---- | ----- |
| Michel Welter   | 180:00 | 97  | 7  | 1  | 2.33 | 92.78 |
| Jack Nebe       | 260:00 | 108 | 8  | 0  | 1.85 | 92.59 |
| Adam Pepper     | 124:42 | 56  | 5  | 0  | 2.41 | 91.07 |
| Pak Kuk-Chol    | 191:02 | 63  | 6  | 0  | 1.88 | 90.48 |
| Philippe Lepage | 192:08 | 52  | 6  | 0  | 3.00 | 88.46 |

Fonte: IIHF.com